# Encinares del río Alberche y río Cofio
Encinares del río Alberche y río Cofio este o arie protejată (arie de protecție specială avifaunistică — SPA) din Spania întinsă pe o suprafață de 82.998,9 ha, integral pe uscat.

## Localizare
Centrul sitului Encinares del río Alberche y río Cofio este situat la coordonatele 40°22′58″N 4°17′24″W / 40.3828°N 4.29°V.

## Înființare
Situl Encinares del río Alberche y río Cofio a fost declarat arie de protecție specială avifaunistică în ianuarie 1989 pentru a proteja 52 de specii de animale.

## Biodiversitate
Situată în ecoregiunea mediteraneană, aria protejată nu include niciun habitat protejat.
La baza desemnării sitului se află mai multe specii protejate:
- păsări (32): fluierar de munte (Actitis hypoleucos), vulturul negru (Aegypius monachus), pescăruș albastru (Alcedo atthis), rață mare (Anas platyrhynchos), Aquila adalberti, acvilă de munte (Aquila chrysaetos), stârc cenușiu (Ardea cinerea), buha (Bubo bubo), pasărea ogorului (Burhinus oedicnemus), ciocârlie-cu-degete-scurte (Calandrella brachydactyla), caprimulg (Caprimulgus europaeus), barză albă (Ciconia ciconia), barză neagră (Ciconia nigra), șerpar (Circaetus gallicus), Falco naumanni, șoim călător (Falco peregrinus), Galerida theklae, vulturul pleșuv sur (Gyps fulvus), Hieraaetus fasciatus, acvilă pitică (Hieraaetus pennatus), ciocârlie de pădure (Lullula arborea), gaia roșie (Milvus milvus), stârc de noapte (Nycticorax nycticorax), Oenanthe leucura, vultur pescar (Pandion haliaetus), cormoran mare (Phalacrocorax carbo), lopătar (Platalea leucorodia), corcodel mare (Podiceps cristatus), ciocântors (Recurvirostra avosetta), turturică (Streptopelia turtur), silvie de tufiș (Sylvia undata), spârcaci (Tetrax tetrax)
- amfibieni (1): Discoglossus galganoi
- mamifere (8): vidră de râu (Lutra lutra), râs iberic (Lynx pardinus), Microtus cabrerae, liliac cu aripi lungi (Miniopterus schreibersii), liliac cu urechi de șoarece (Myotis blythii), liliac comun (Myotis myotis), liliacul mediteranean cu potcoavă (Rhinolophus euryale), liliacul mare cu potcoavă (Rhinolophus ferrumequinum)
- nevertebrate (3): croitorul mare al stejarului (Cerambyx cerdo), fluturele auriu (Euphydryas aurinia), rădașcă (Lucanus cervus)
- pești (5): Achondrostoma arcasii, Cobitis paludica, Pseudochondrostoma polylepis, Rutilus alburnoides, Rutilus lemmingii
- reptile (3): țestoasa de baltă (Emys orbicularis), Lacerta schreiberi, Mauremys leprosa

Pe lângă speciile protejate, pe teritoriul sitului au mai fost identificate 3 specii de plante, 9 specii de păsări, 7 specii de amfibieni, 2 specii de mamifere, 3 specii de reptile.